# San Francesco (Le Prese)

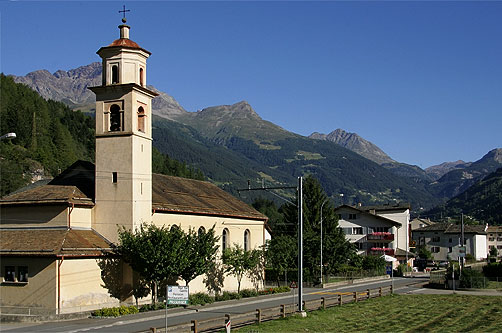
Kirche San Francesco von Le Prese

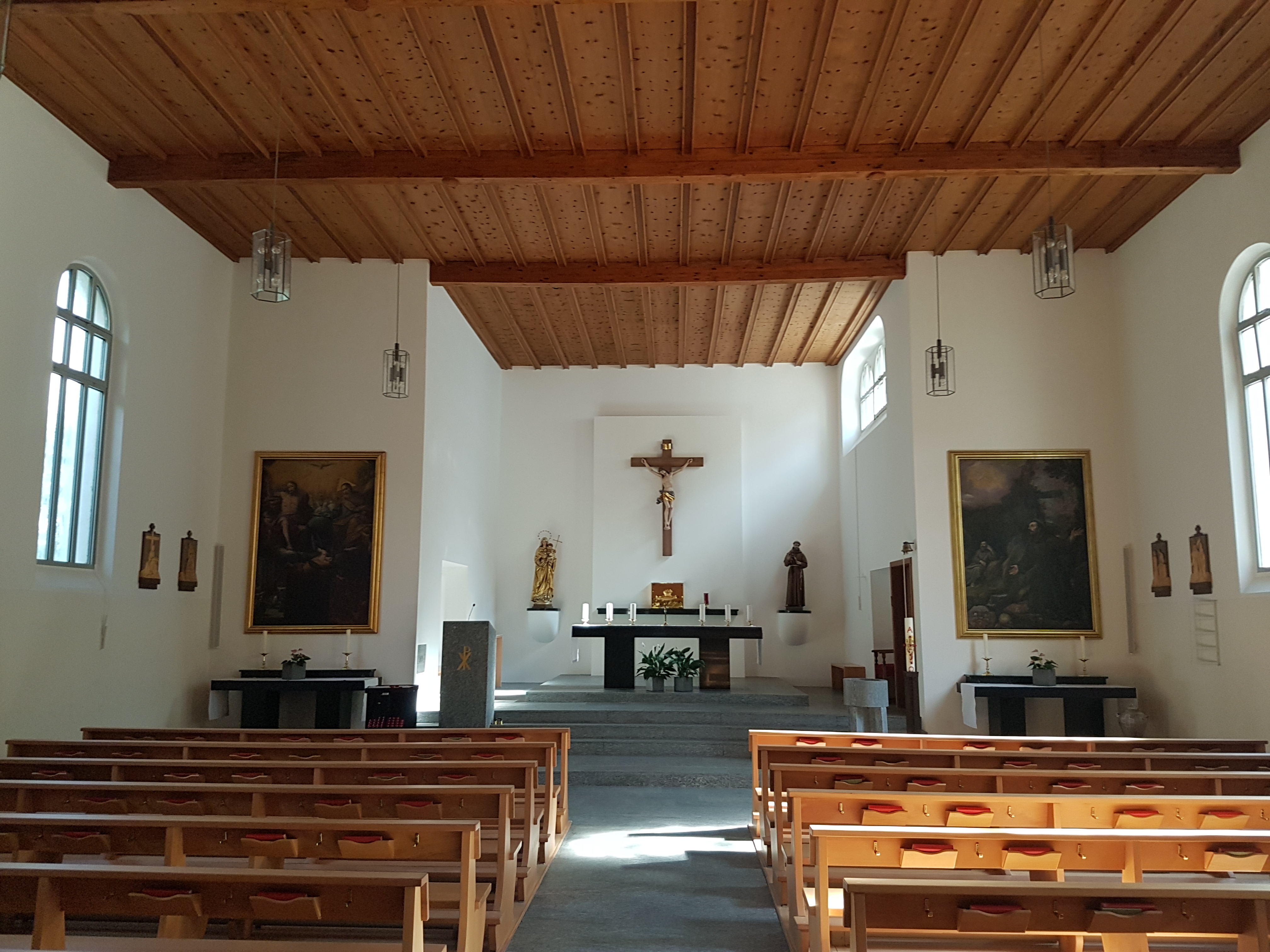
Blick zum Altar

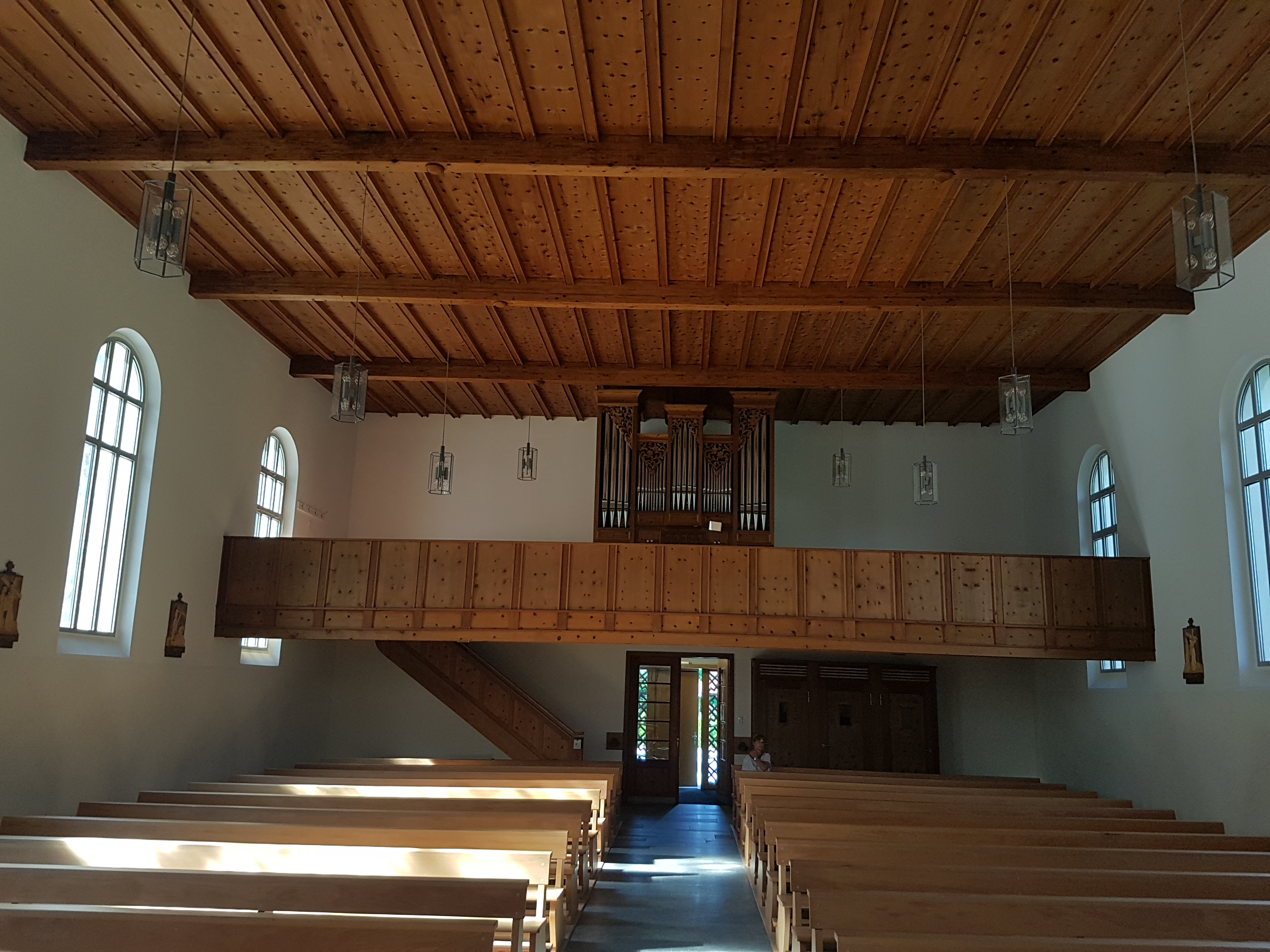
Blick zur Empore

Die römisch-katholische Pfarrkirche San Francesco d’Assisi (auch kurz San Francesco) steht im Ortszentrum in der Gemeinde Le Prese, Graubünden (Schweiz) in der Talschaft Puschlav  (italienisch Val Poschiavo), im Bistum Chur. Sie ist dem hl. Franz von Assisi gewidmet.

## Geschichte
Aus den Berichten über die pastoralen Besuche des Bischofs von Como in der Region geht hervor, dass im 16. Jahrhundert in Le Prese eine dem hl. Franziskus von Assisi geweihte Kapelle mit einem Glockenturm mit einer Glocke bestand. Um 1670/1680 wurde eine Kirche im barockem Stil mit drei Altären sowie das Kaplanhaus, das heutige Pfarrhaus, errichtet. 1680 wurde der heute noch bestehende Glockenturm gebaut. 1853 erfolgte die Erhebung zur Pfarrkuratie. Es erfolgt der Kauf einer zweiten Glocke (Campanio) von der Glockengiesserei Pruneri die Grosio, die Franz von Assisi gewidmet ist. 1871 erfolgt die Unterstellung der Pfarre unter die Diözese Chur.
1874 wurde Le Prese mit der Kirche San Francesco zur eigenen Pfarrei erhoben, es gehört nun auch der Weiler Cantone dazu. Es erfolgte der Aufzug einer dritten Glocke (Campanone) der Giesserei Pruneri di Grosio in den Turm, die der Madonna del Carmelo gewidmet ist. 1926 wurde für die alten Glocke eine neue angeschafft (Mediana) aus der Giesserei KSA in Aarau. Sie ist dem Heiligen Herzen gewidmet.
1939 wurde die barocke Kirche abgerissen und die heutige Kirche errichtet. Der Glockenturm blieb bestehen und wurde renoviert. 2015 erfolgte eine weitere umfassende Restaurierung, weitgehend finanziert durch die Kapellenstiftung Peter und Paola Baumberger.

## Gebäude

### Außen
Die zusammengebauten Gebäude Kirche, Pfarrhaus und Turm sind schlicht ausgeführt. Die recht schmale Haupteingangstüre samt Rahmen ist kupferbeschlagen. Links und rechts davon befinden sich je drei sehr schmale Rundbogenfenster und vor der Türe im Aussenbereich ist in den Boden eine Granitplatte mit dem Christusmonogramm IHS innerhalb eines stilisierten Fisches eingelassen (ICHTHYS-Symbol). Über dem Haupteingang befindet sich ein Fassadengemälde, welches den Hl. Franz von Assisi bei der Bändigung des Wolfes von Gubbio mit der Inschrift: FRATE LVPO IO TI COMANDO DALLA PARTE DI CHRISTO CHE TV NON FACCI MALE NÈ A ME NÈ A PERSONA («Komm her, Bruder Wolf, ich gebiete dir im Namen Christi, nimmer Böses zu tun, weder mir noch irgendeinem anderen.») mit einem Mitbruder darstellt. Der Turm ist nicht öffentlich zugänglich.

### Innen
Die Kirche weist im Inneren eine flache Holzbalkendecke aus mittelbraun lackiertem Holz auf, die sich übergangslos bis in den Chor zieht. Die Rundbogenfenster sind mit Klarglas ausgestattet. Der Altar wird von der rechten Seite von einem Oberlicht erhellt. Die Wände sind durchwegs weiss verputzt und schmucklos. Die Seitenaltäre sind im Stil des Hauptaltars gehalten und auf das Wesentliche reduziert. Über jeden Seitenaltar befindet sich ein Bild, in der Mitte des Chors ein Kruzifix. Der Chor mit dem Volksaltar ist vom Kirchenschiff über vier Stufen räumlich abgetrennt. Die Kirchenbänke sind aus hellem Holz. Die Beleuchtungskörper, die an Seilen von der Decke herabhängen, sind einfache Standardglasleuchten.
1969 wurde eine Orgel im mittelbraunen Holzgehäuse mit Schnitzereien auf der Empore durch die Mathis Orgelbau (Näfels), mit 13 Registern auf zwei Manualen und Pedal eingebaut.